# Глава (село)
Глава (болг. Глава) — село в Болгарии. Находится в Плевенской области, входит в общину Червен-Бряг. Население составляет 1 375 человек.

## Политическая ситуация
В местном кметстве Глава, в состав которого входит Глава, должность кмета (старосты) исполняет Сашо Диков Симеонов (Болгарский земледельческий народный союз (БЗНС)) по результатам выборов.
Кмет (мэр) общины Червен-Бряг — Данаил Николов Вылов (независимый) по результатам выборов.